# Gary Hall Sr.
Pour les articles homonymes, voir Gary Hall et Hall.
Gary Hall Sr. (né le 7 août 1951 à Fayetteville), est un ancien nageur américain spécialiste des épreuves de quatre nages et de papillon. Il a remporté trois médailles olympiques et établi plusieurs records du monde entre 1968 et 1972. Il est le porte-drapeau de la délégation américaine aux Jeux olympiques d'été de 1976 à Montréal. Il est par ailleurs le père de Gary Hall Jr., également nageur et quintuple champion olympique.

## Palmarès

### Jeux olympiques
- Jeux olympiques de 1968 à Mexico (Mexique) :
  -  Médaille d'argent du 400 m quatre nages.

- Jeux olympiques de 1972 à Munich (Allemagne de l'Ouest) :
  -  Médaille d'argent du 200 m papillon.

- Jeux olympiques de 1976 à Montréal (Canada) :
  -  Médaille de bronze du 100 m papillon.